# Norrköpings samrealskola
Norrköpings samrealskola var en realskola i Norrköping verksam från 1921 till 1969.

## Historia
Skolan fanns från 1858 som en överbyggnad till folkskolan, som 1910 ombildades till en högre folkskola. Denna ombildades 1 januari 1921 till en kommunal mellanskola. 
Denna ombildades från 1948 successivt till Norrköpings samrealskola. 
Realexamen gavs från 1921 till 1969.
Som skollokal användes från 1927 Källvindsskolan.